# Флаг Тибета
Флаг Тибета — символ частично признанного государства Тибет в 1920—1950 годах и правительства Тибета в изгнании с 1959 года. Несёт изображение горы с двумя снежными львами, шестью красными и шестью тёмно-голубыми лучами, расходящимися от солнца. В Тибетском автономном районе и во всём Китае этот флаг запрещён как символ сепаратизма.
Данная версия принята в 1925 году Далай-ламой XIII, объединившим военные флаги различных провинций.

## Объяснение символики флага
На официальном сайте правительства Тибета в изгнании даётся следующая трактовка цветов и фигур флага:
- Величественная и прекрасная снежная гора в центре символизирует великий Тибет — страну, окружённую снежными горами.
- Шесть красных лучей света в небе символизируют шесть изначальных тибетских народностей — племён се, му, донг, тонг, дру и ра.
- Чередование красных лучей народностей и темно-голубого неба символизирует совершенства добродетельного поведения для охраны и защиты духовной и светской власти двумя божествами-охранителями, (красным и чёрно-синим), издревле покровительствовавшими Тибету.
- Лучи света, исходящие от солнца, поднимающегося над вершиной снежной горы, символизируют, что весь народ Тибета наслаждается в равной степени светом свободы, духовного и мирского счастья и процветания.
- Грозные позы пары бесстрашных снежных львов, лица которых отмечены пятью особыми чертами, символизируют полную победу деяний правительства, объединяющего духовные и мирские силы.
- Трёхцветная драгоценность, прекрасная и блистающая светом, символизирует Прибежище всего тибетского народа — Будду, Учение и Общину.
- Поддерживаемая снежными львами двухцветная драгоценность вихрей благодати символизирует соблюдение нравственных принципов в соответствии с возвышенными традициями, представленными в первую очередь десятью добродетелями и шестнадцатью людскими моральными правилами.
- Жёлтый бордюр флага символизирует процветание и рост во всех временах и направлениях учения Будды, подобного чистому золоту.